# ツール・ド・ワロニー
ツール・ド・ワロニー（Tour de Wallonie）は、例年7月下旬ないし8月上旬に開催される、自転車競技・ロードレースのステージレース。ベルギーのワロン地域を舞台に行われる。
2005年から2019年までは、UCIヨーロッパツアー2.HCにランクされていた。2020年からUCIプロシリーズ (2.Pro)。

## 歴代優勝者
| 年   | 優勝者                         |
| ---- | ------------------------------ |
| 1994 | ヨーナ・ラウカ                 |
| 1995 | パオロ・ヴァロティ             |
| 1996 | トーマス・フライシャー         |
| 1997 | ティエリ・マリシャル           |
| 1998 | フランク・ファンデンブルック   |
| 1999 | ミカエル・ホルスト・キュネブ   |
| 2000 | アクセル・メルクス             |
| 2001 | フレン・ドランダー             |
| 2002 | パオロ・ベッティーニ           |
| 2003 | ジュリアン・ディーン           |
| 2004 | ヘルベン・レーヴィック         |
| 2005 | ルカ・チェッリ                 |
| 2006 | ファブリツィオ・ギディ         |
| 2007 | ボルト・ボジチュ               |
| 2008 | セルゲイ・イワノフ             |
| 2009 | ジュリアン・エル・ファレ       |
| 2010 | ラッセル・ダウニング           |
| 2011 | フレフ・ファン・アヴェルマート |
| 2012 | ジャコモ・ニッツォロ           |
| 2013 | フレフ・ファン・アヴェルマート |
| 2014 | ジャンニ・メールスマン         |
| 2015 | ニキ・テルプストラ             |
| 2016 | ドリス・デヴェナインス         |
| 2017 | ディラン・トゥーンス           |
| 2018 | ティム・ウェレンス             |
| 2019 | ロイック・ヴリーヘン           |
| 2020 | アルノー・デマール             |
| 2021 | クイン・シモンズ               |
| 2022 | ロバート・スタナード           |
| 2023 | フィリッポ・ガンナ             |
| 2024 | マッテオ・トレンティン         |
| 2025 | コービン・ストロング           |